# Jean Rathier
Jean Rathier est un homme politique français né le 11 novembre 1859 à Chablis (Yonne) et décédé le 5 janvier 1895 à Paris.

## Biographie
Fils de Charles Rathier, député en 1848, et neveu de Jules Rathier, il est avocat à la Cour d'appel de Paris, et riche propriétaire dans l'Yonne. Il commence sa carrière dans les cabinets ministériels, sous les gouvernements Freycinet et Goblet, auprès du ministre des postes. Conseiller général du canton de Tonnerre, il est député de l'Yonne de 1889 à 1895, inscrit au groupe Républicain radical. Il est secrétaire de la Chambre de 1893 à 1895.